# Инернцел
Инернцел (њем. Innernzell) општина је у њемачкој савезној држави Баварска. Једно је од 25 општинских средишта округа Фрејунг-Графенау. Према процјени из 2010. у општини је живјело 1.642 становника. Посједује регионалну шифру (AGS) 9272128.

## Географски и демографски подаци
Инернцел се налази у савезној држави Баварска у округу Фрејунг-Графенау. Општина се налази на надморској висини од 636 метара. Површина општине износи 22,1 km². У самом мјесту је, према процјени из 2010. године, живјело 1.642 становника. Просјечна густина становништва износи 74 становника/km².